# هانا ماريا جونز
هانا ماريا جونز (بالإنجليزية: Hannah Maria Jones)‏ (1784 - 1854)؛ روائية بريطانية.